# 吉林耶稣圣心堂
吉林耶稣圣心堂位于中华人民共和国吉林省吉林市船营区松江中路3号，吉林大桥北端附近，为吉林教区的前主教座堂、中国第七批全国重点文物保护单位。该教堂建成于1926年，为哥特式建筑。
1898年，法国巴黎外方传教会神父蓝禄叶和古若瑟从长春来到吉林传教（蓝禄叶为当年新成立的北满代牧区的主教）。1902年，他们买下江沿一块土地。1917年，开工建造主教座堂，费时10年，到1926年才落成。
该堂主体由教堂和钟楼组成，平面略呈“十”字形，全部建筑为砖石结构，坐北朝南，钟楼高45米，南北长33米，东西宽27米，占地面积6449平方米，建筑面积800平方米。做工细腻，雕刻精致。
1966年文革开始，该堂被占用，建筑遭到破坏。1980年后，宗教部门对该教堂进行了修葺，目前已开始了正常的宗教活动。2013年被列入第七批全国重点文物保护单位名录。
吉林耶稣圣心堂在1926年落成后，直至1994年间为吉林代牧区和吉林教区之主教座堂。1994年吉林教区主教李雪松去世后，教区长严太俊将主教府迁至长春市，长春市的小德肋撒堂成为主教座堂。这个迁移随着2008年张翰民主教获得教廷承认而亦获得教廷接受。